# Essy
Essy eller Essie är kortformer av det hebreiska namnet Elisabet och det hebreiska/persiska namnet Ester,  Det äldsta belägget i Sverige är från år 1859.
Den 31 december 2014 fanns det totalt 629 kvinnor folkbokförda i Sverige med namnet Essy eller Essie, varav 311 bar det som tilltalsnamn.
Namnsdag: saknas  (1986-1992: 10 maj)

## Personer med namnet Essy eller Essie
- Essie Davis, australisk skådespelare
- Essy Persson, svensk skådespelare